# خادم ملت
خادم ملت (اوکراینی: Слуга народу) یک مجموعهٔ تلویزیونی اوکراینی در ژانر طنز سیاسی است که توسط ولودیمیر زلنسکی تهیه‌کنندگی و ساخته شده و در آن نیز ایفای نقش می‌کند. زلنسکی که نقش قهرمان سریال، رئیس‌جمهور اوکراین را ایفا می‌کند، در ۲۱ آوریل ۲۰۱۹ با بیش از ۷۰ درصد آرا در دور دوم به عنوان رئیس‌جمهور اوکراین انتخاب شد. در ۳۱ مارس ۲۰۱۸، یک حزب سیاسی به نام این مجموعه تلویزیونی در وزارت عدلیه ثبت شد.
فصل اول این سری از ماه نوامبر ۲۰۱۵ شروع شد، فصل دوم در اکتبر ۲۰۱۷ و فصل سوم در ماه مارس ۲۰۱۹ پخش شد. پس از انتشار این سریال، تبدیل به یکی از سریال‌های برتر در اوکراین و در کشورهای شوروی سابق شد.